# Naturdenkmal 2 Solitär-Linden (Winterberg-Krauseholz)
Das Naturdenkmal 2 Solitär-Linden  liegt in Winterberg genau an der Stadtgrenze zu Olsberg östlich vom Bauernhof Krauseholz. Die Linden wurden 2008 mit dem Landschaftsplan Winterberg durch den Hochsauerlandkreis als Naturdenkmal (ND) ausgewiesen. Ausweisungsgrund war die besondere Schönheit als
herausragendes Einzelelement in der Landschaft. Die beiden freistehenden Linden stehen zu beiden Seiten eines Wegekreuzes. Die Linden haben einen Brusthöhendurchmesser von 0,6 bis 0,7 m. 